# 2e armée (États-Unis)
Pour les articles homonymes, voir 2e armée.
La 2e armée américaine (Second United States Army) était une armée constituée le 15 octobre 1918, durant la Première Guerre mondiale.

## Histoire

### Instauration et Première Guerre mondiale
À la suite de la réorganisation du général Pershing du 12 octobre 1918, le général Bullard prend le commandement de la 2e armée avec les 4e et 6e corps et le deuxième corps colonial français. Elle est stationnée entre Ménil-en-Woëvre et Port-sur-Seille son quartier général est établi à Toul.

En tant que membre de l'American Expeditionary Force (AEF) vers la fin de la Première Guerre mondiale, elle a été la deuxième des trois armées de terre américaine membre de la AEF.

### Seconde Guerre mondiale
La 2e armée américaine est réactivée en 1933. Elle prend part à la Seconde Guerre mondiale.

### De nos jours
Elle a été recréée en octobre 2010 en tant qu'US Army Cyber Command (ARCYBER), composante du United States Cyber Command. Lors d'une réorganisation, elle est dissoute le 30 mars 2017, le ARCYBER reprenant ses traditions.